# Коллайдер
Колла́йдер (англ. collider от collide — «сталкиваться») — ускоритель частиц на встречных пучках, предназначенный для изучения продуктов их соударений. Благодаря коллайдерам учёным удаётся придать элементарным частицам вещества высокую кинетическую энергию, направить их навстречу друг другу, чтобы произвести их столкновение.
По виду коллайдеры подразделяются на кольцевые; например, Большой адронный коллайдер в европейском ЦЕРНе и линейные, как проектируемый ILC.

## История
В принципиальном виде идея использовать сталкивающиеся пучки возникла в середине XX века. Рольф Видероэ получил в 1943 году немецкий патент на идею встречных пучков, опубликованный лишь в 1953 году. В 1956 году Дональд Керст предложил использовать сталкивающиеся пучки протонов для изучения физики элементарных частиц, а Джерард О’Нил предложил использовать накопительные кольца для получения интенсивных пучков. Активные работы по созданию коллайдеров начались одновременно в конце 1950-х годов в лабораториях Фраскати (Италия), SLAC (США) и ИЯФ (СССР).
Первым заработал электрон-позитронный коллайдер AdA, построенный под руководством Бруно Тушека во Фраскати. Однако первые результаты были опубликованы на год позже (1966), чем наблюдения упругого рассеяния электронов (1965) на советском ВЭП-1 (Встречные электронные пучки) — машине, созданной под руководством Г. И. Будкера. Ещё чуть позже были получены пучки в американском ускорителе. Эти три первых коллайдера были тестовыми, продемонстрировавшими возможность изучения на них физики элементарных частиц.
Первым адронным коллайдером стал протонный синхротрон ISR, запущенный в 1971 году CERNе с энергией 32 ГэВ в пучке. Единственный в истории линейный коллайдер — SLC, работавший в 1988—1998 годах.

## Действующие коллайдеры
Данные взяты с сайта Particle Data Group и из справочника «Handbook of accelerator physics and engineering».
| Ускоритель | Центр, город, страна     | Год запуска | Ускоряемые частицы     | Максимальная энергия пучка, ГэВ   | Светимость, 1030 см−2сек−1 | Периметр (длина), км |
| ---------- | ------------------------ | ----------- | ---------------------- | --------------------------------- | -------------------------- | -------------------- |
| ВЭПП-2000  | ИЯФ, Новосибирск, Россия | с 2009      | e+e−                   | 1,0                               | 100                        | 0,024                |
| ВЭПП-4М    | ИЯФ, Новосибирск, Россия | с 1994      | e+e−                   | 6                                 | 20                         | 0,366                |
| ВЕРС II    | IHEP, Пекин, Китай       | с 2007      | e+e−                   | 1,89                              | 700                        | 0,23753              |
| DAFNE      | Frascati, Италия         | с 1999      | e+e−                   | 0,51                              | 400                        | 0,098                |
| SuperKEKB  | KEK, Япония              | с 2018      | e+e−                   | e−: 7; e+: 4                      | 800 000                    | 3,016                |
| RHIC       | BNL, США                 | с 2000      | pp, Au-Au, Cu-Cu, d-Au | 100/n                             | 10, 0,0015, 0,02, 0,07     | 3,834                |
| LHC        | CERN                     | с 2008      | pp, Pb-Pb, p-Pb        | 6500, 1380/n (планируется 2760/n) | 20000 (pp), 0,001 (PbPb)   | 26,659               |

## Строящиеся и проектируемые коллайдеры
| Ускоритель  | Центр, город, страна     | Год запуска | Ускоряемые частицы | Максимальная энергия пучка, ГэВ | Светимость, 1030 см−2сек−1 | Периметр (длина), км |
| ----------- | ------------------------ | ----------- | ------------------ | ------------------------------- | -------------------------- | -------------------- |
| NICA        | ОИЯИ, Дубна, Россия      | 2025?       | Au-Au(79+)         | 4,5/нуклон                      | 0,001                      | 0,503                |
| Super c-tau | ИЯФ, Новосибирск, Россия | ?           | e+e−               | 3                               | 100 000                    | 0,780                |
| Мюмютрон    | ИЯФ, Новосибирск, Россия | ?           | e+e−               | 0,408                           | 80                         | 0,023                |
| eRHIC       | BNL, США                 | ?           | e-p, e-Au          | 10-30 (e-), 250 (p), 130/n (Au) | 1000 (e-p)                 | 3,834                |
| FCC         | CERN                     | 2040?       | pp, e+e−           | 100 000 (pp), 175 (e+e−)        | 1 000 000                  | 100                  |
| ILC         | Япония                   | ?           | e+e−               | 500?                            |                            | 30-50?               |

## Исторические коллайдеры
| Ускоритель | Центр, город, страна             | Годы работы | Ускоряемые частицы | Максимальная энергия пучка, ГэВ | Светимость, 1030 см−2сек−1       | Периметр (длина), км |
| ---------- | -------------------------------- | ----------- | ------------------ | ------------------------------- | -------------------------------- | -------------------- |
| AdA        | Фраскати, pИталия; Орсэ, Франция | 1961—1964   | e+e−               | 0,25                            | 0,00001                          | 0,003                |
| ВЭП-1      | ИЯФ, Новосибирск, СССР           | 1963—1968   | e−e−               | 0,16                            | 0,005                            | 0,0027               |
| CBX        | SLAC, Стэнфорд, Калифорния, США  | 1963—1967   | e−e−               | 0,55                            | 0.03                             | 0,012                |
| ВЭПП-2     | ИЯФ, Новосибирск, СССР           | 1965—1972   | e+e−               | 0,7                             | 0,38                             | 0,0115               |
| ACO        | Орсэ, Франция                    | 1965—1975   | e+e−               | 0,55                            | 0,11                             | 0,022                |
| ADONE      | Фраскати, Италия                 | 1969—1993   | e+e−               | 1,5                             | 0,3                              | 0,105                |
| CEA        | Кембридж, США                    | 1971—1973   | e+e−               | 3,5                             | 10                               | 0.2268               |
| ISR        | CERN                             | 1971—1984   | pp, pp             | 31,5                            | 140, 0.025                       | 0,948                |
| SPEAR      | SLAC, Стэнфорд, США              | 1972—1990   | e+e−               | 3                               | 12,5 на 2,6 ГэВ                  |                      |
| ВЭПП-2М    | ИЯФ, Новосибирск, СССР/Россия    | 1974—2000   | e+e−               | 0,7                             | 3                                | 0,01788              |
| DORIS      | DESY, Германия                   | 1974—1993   | e+e−               | 5.6                             | 10                               | 0.288                |
| DCI        | Орсэ, Франция                    | 1976—?      | e±e±               | 3,6                             |                                  |                      |
| PETRA      | DESY, Германия                   | 1978—1986   | e+e−               | 20                              |                                  |                      |
| CESR       | Cornell                          | 1979—2002   | e+e−               | 6                               | 1280 на 5,3 ГэВ                  | 0,768                |
| PEP        | SLAC, Стэнфорд, США              | 1980—1990   | e+e−               | 30                              |                                  |                      |
| SppS       | CERN                             | 1981—1984   | p                  | 315                             |                                  | 6,9                  |
| TRISTAN    | KEK, Япония                      | 1986—1995   | e+e−               | 32                              | 45                               | 3,018                |
| Tevatron   | Fermilab, США                    | 1987—2011   | p                  | 980                             | 171                              | 6,28                 |
| SLC        | SLAC, Стэнфорд, США              | 1988—1998   | e+e−               | 45                              |                                  |                      |
| LEP        | CERN                             | 1989—2000   | e+e−               | 104,6                           | 24 на Z0; 100 при >90 ГэВ        | 26,659               |
| ВЕРС       | IHEP, Пекин, Китай               | 1989—2005   | e+e−               | 2,2                             | 5 на 1,55 ГэВ; 12,6 на 1,843 ГэВ | 0,2404               |
| HERA       | DESY, Германия                   | 1992—2007   | e±p                | e±: 30; p: 920                  | 75                               | 6,336                |
| PEP-II     | SLAC, Стэнфорд, США              | 1999—2008   | e+e−               | e−: 12; e+: 4                   | 10025                            | 2,2                  |
| KEKB       | KEK, Япония                      | 1999—2010   | e+e−               | e−: 8; e+: 3,5                  | 16270                            | 3,016                |
| CESR-c     | Cornell                          | 2002—2008   | e+e−               | 6                               | 60 на 1,9 ГэВ                    | 0,768                |

## Неосуществлённые проекты
- УНК (Ускорительно-Накопительный комплекс) — незавершённый проект по созданию протон-протонного коллайдера в Институте физики высоких энергий, Протвино.
- ВЛЭПП.
- Novosibirsk Phi-factory.
- SSC, США.
- SuperB[англ.], Италия.